# Brachymeles kadwa
Brachymeles kadwa — вид сцинкоподібних ящірок родини сцинкових (Scincidae). Ендемік Філіппін.

## Поширення і екологія
Brachymeles kadwa мешкають на острові Лусон, а також на островах Калаян і Каміґуїн-Норте в групі островів Бабуян. Вони живуть у первинних і вторинних вологих тропічних лісах, у порушених заростях та на сільськогосподарських угіддях, серед пухкого ґрунту, опалого листя і гнилої деревини.